# MS Explorer

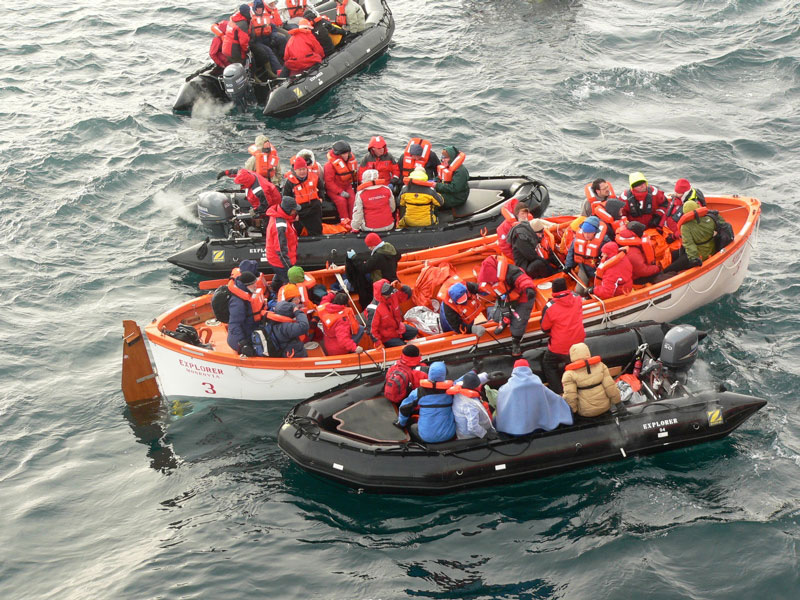
Pasażerowie w łodziach ratunkowych

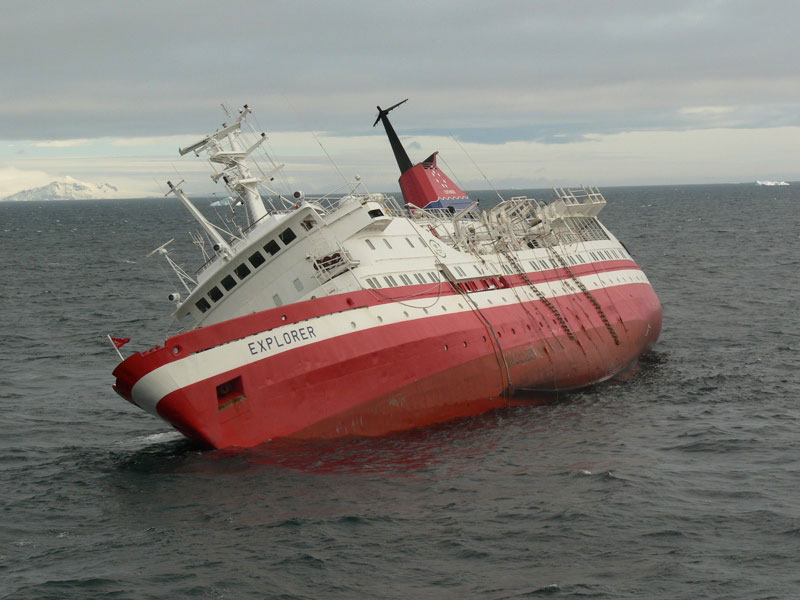
MS Explorer tonie; 23 listopada 2007

MS Explorer – zarejestrowany w Liberii statek wycieczkowy. Specjalnie zaprojektowany do pracy w Arktyce i Antarktyce. Zamówionym i początkowo eksploatowany przez szwedzkiego polarnika Larsa-Erica Lindblada. Antarktyczna wyprawa Explorera z roku 1969 stanowiła zapowiedź obecnych podróży turystycznych na wody około-polarne.
Statek kilkakrotnie przechodził z rąk do rąk; jego ostatnim właścicielem była firma armatorsko-turystyczna z Toronto, GAP Adventures, która przejęła Explorera w roku 2004. Statek wcześniej nosił nazwy MS Lindblad Explorer (–1985) i MS Society Explorer (–1992).
Pierwsza wycieczkowa podróż Explorera na wody Oceanu Antarktycznego była jego podróżą ostatnią: 23 listopada 2007 roku statek zderzył się z nierozpoznanym obiektem podwodnym i zatonął u wybrzeży Szetlandów Południowych, w wyjątkowo łagodnych na tych wodach warunkach pogodowych.
Chilijska Marynarka Wojenna poinformowała, że Explorer zatonął na pozycji 62°24′S i 57°16′W, pomiędzy Szetlandami Południowymi a Wyspą Grahama na głębokości nie przekraczającej 600 metrów. W pół roku później patrolowiec antarktyczny Royal Navy HMS Endurance, oznaczył miejsce wraku na pozycji 62°24′17.57″S i 57°11′46.49″W, na głębokości około 1130 metrów, w odległości 4373 m od miejsca zatonięcia. Przyczyną dyslokacji wraku był najprawdopodobniej silny prąd przydenny.

## Historia
Explorer został zbudowany w roku 1969 dla Larsa-Erica Lindblada, szwedzko-amerykańskiego polarnika i pioniera w organizacji egzotycznych rejsów badawczych, w stoczni Nystads Varv shipyard w Uusikaupunki w Finlandii. Dla zapewnienia bezpieczeństwa żeglugi w niezwykle trudnych warunkach polarnych kadłub statku został dodatkowo wzmocniony, by mógł utrzymać się na wodzie przy zalaniu dwóch przedziałów wodoszczelnych. Według skali HELCOM otrzymał oznakowanie „IC” (Icy Class).
11 lutego 1972 roku Explorer wszedł na mieliznę w pobliżu La Plaza Point w Antarktyce; pasażerów, w tym Larsa-Erica Lindblada, uratowały okręty chilijskiej marynarki wojennej. Statek został odholowany do Buenos Aires, a stamtąd do Kristiansand w Norwegii celem dokonania napraw.
W roku 1984 Explorer był pierwszym statkiem wycieczkowym, który eksplorował Przejście Północno-Zachodnie. W 1989 brał udział w ratowaniu załogi argentyńskiego statku zaopatrzeniowego, który uderzył o podwodny próg skalny w pobliżu Wyspy Anvers w Antarktyce.
W 1998 Explorer był pierwszym statkiem, jaki opłynął Wyspę Jamesa Rossa i jednocześnie, w tym samym roku, został uznany za pierwszy nie-rzeczny statek, jaki dotarł 130 kilometrów powyżej Iquitos w Peru, do miejsca, gdzie zbiegają się rzeki Marañón i Ukajali tworząc Amazonkę.
Explorer został uwieczniony na co najmniej dwóch znaczkach pocztowych wydanych na Georgii Południowej i Falklandach. Statek zdobył sobie miano Małego Czerwonego Statku.
Podczas inspekcji przeprowadzonej w Puerto Natales w Chile w marcu 2007 roku wykryto sześć poważnych uchybień, w tym dwóch związanych z nawigacją. Kolejna inspekcja w Greenock w maju tego samego roku ujawniła pięć usterek, w tym takich jak problemy z drzwiami w grodziach wodoszczelnych, niewłaściwa dbałość o łodzie ratunkowe, a także zniknięcie planów ewakuacyjnych i ratunkowych. W kolejnym raporcie informowano, że wszystkie uchybienia zostały usunięte bądź naprawione przed wyjściem statku w kolejny rejs.

## Zatonięcie
Explorer wyruszył z Ushuaia w Argentynie 11 listopada 2007 roku w 19-dniowy rejs szlakiem Ernesta Shackletona przez Cieśninę Drake’a (obszar, na którym zazwyczaj panuje sztormowa pogoda i wysoka fala). Po krótkiej wizycie na Falklandach i Georgii Południowej statek skierował się na południe, gdzie, 23 listopada, zderzył się z niewystającym nad powierzchnię fragmentem góry lodowej w Cieśninie Bransfield, w pobliżu Wyspy Króla Jerzego i Szetlandów Południowych na Oceanie Antarktycznym. Zderzenie spowodowało powstanie w podwodnej części kadłuba Explorera rozcięcia o wymiarach 25 × 10 cm, przez które natychmiast zaczęła wdzierać się woda. Zdaniem argentyńskiej marynarki wojennej było to „poważne” uszkodzenie.
Część pasażerów Explorera twierdziła, że słyszała głośny dźwięk w chwili zderzenia, inni natomiast mówili, że nie słyszeli nic, poza normalnym ocieraniem się burt statku o krę. Jeden z pasażerów meldował około godziny 3:00 UTC pojawienie się wody w jego kabinie. Według niektórych doniesień statek był znoszony prawą burtą na górę lodową w czasie, gdy załoga próbowała walczyć z pierwotnym rozszczelnieniem poszycia, również na prawej burcie.
O godzinie 4:24 UTC ze statku nadany został sygnał mayday, po czym natychmiast rozpoczęła się akcja ratunkowa, koordynowana przez argentyńską straż przybrzeżną i chilijską marynarkę wojenną. Chile natychmiast wysłało na miejsce katastrofy lodołamacz Almirante Viel, a jednocześnie pospieszyły z pomocą chilijski MN Ushuaia, amerykański National Geographic Endeavor i norweski MS Nordnorge.
Do godziny 7:30 UTC, wszystkich 91 pasażerów, 9 przewodników i 54 członków załogi, z ponad 14 krajów (według GAP Adventures: 24 Brytyjczyków, 17 Holendrów, 14 Amerykanów, 12 Kanadyjczyków, 10 Australijczyków, 4 Szwedów, 4 Irlandczyków, 3 Duńczyków, 2 Argentyńczyków, 2 Belgów, 2 Chińczyków z Hongkongu i po jednej osobie z Chin, Francji, Niemiec, Japonii, Kolumbii. Nie zostały potwierdzone wcześniejsze doniesienia o 2 Nowozelandczykach, 2 Bułgarach i 1 Polaku), umieszczono w łodziach ratunkowych Explorera, w których dryfowali na wyjątkowo spokojnym morzu przez około cztery godziny, kiedy to, około godziny 10:00 UTC, przybył na miejsce wypadku norweski statek MS Nordnorge.
Wszyscy uratowani przez Nordnorge zostali przetransportowani do chilijskiej bazy Frei Montalva na Wyspie Króla Jerzego, skąd na pokładzie samolotu transportowego C-130 Hercules dotarli w sobotę 24 listopada i w niedzielę do Punta Arenas. Około 70 dalszych pasażerów, którzy nie trafili do Punta Arenas, trafiło do Bazy Artigas w Urugwaju. Explorer ostatecznie zatonął o godzinie 19:00 UTC, w około 20 godzin po zderzeniu z górą lodową.
Explorer został zaprojektowany, jak ogromna większość współczesnych statków, z przedziałami wodoszczelnymi, połączonymi z sobą przy pomocy luków i drzwi odpornych na ciśnienie wody w przypadku zalania jednego z przedziałów; statek nie mógł zatonąć gdy zatopiony został jeden z przedziałów, ale nie zapewniał bezpieczeństwa, gdy woda wdarła się do dalszych przedziałów, zarówno gdy wyrwa w burcie była szersza niż jeden przedział, jak i w przypadku, gdy zawiodły uszczelnienia luków i drzwi pomiędzy poszczególnymi grodziami. GAP informowała, że obok pierwszego rozszczelnienia powstała druga dziura, ale nie jest jasne, czy dotyczyło to tego samego, czy innych przedziałów.

### Oświadczenie armatora
Rano, w sobotę 24 listopada, GAP Adventures wydała następujące oświadczenie:
Wszyscy pasażerowie i członkowie załogi, wraz z kapitanem MS Explorer, są bezpieczni i w dobrym zdrowiu. Pasażerowie spędzili noc na Wyspie Króla Jerzego w Antarktyce. Planujemy przetransportować ich drogą powietrzną dziś i jutro do Punta Arenas w Chile. W Punta Arenas zapewniono im miejsca w hotelach do czasu odlotu do miejsc zamieszkania.

## Dochodzenie
Dochodzenie, mające wyjaśnić przyczynę zatonięcia Explorera, było prowadzone przez Biuro ds. Wypadków Morskich Liberii. Raport w tej sprawie został ogłoszony w kwietniu 2009 roku.
Raport uznał decyzję dowódcy statku o wejściu w pole gęstej kry lodowej, którą to decyzję podjął w oparciu o swoją wiedzę i posiadane w tym czasie informacje, za główną przyczynę wypadku Explorera: „(kapitan) przyjął omyłkowo, że ma do czynienia z lodem jednorocznym, podczas gdy w rzeczywistości, na co wskazała Chilijska Marynarka Wojenna, był to znacznie twardszy lód lądowy”.
Pasażerowie informowali, że widzieli czerwoną farbę (z burty statku) na mijanych bryłach lodu na około 30 minut przed stwierdzeniem pierwszego przecieku, co również stanowiło dowód na to, że statek znalazł się w paku lodowym o znacznej twardości. Kapitan Explorer miał wielkie doświadczenie z rejsów po Bałtyku, ale nie znał specyfiki pól lodowych w Antarktyce.
Autorzy raportu wysoko ocenili działanie kapitana i załogi w czasie ewakuacji pasażerów, co w znacznym stopniu przyczyniło się do uratowania życia wszystkich znajdujących się na statku osób.